# Palazzo Maccari
Palazzo Maccari si trova in via Vittorio Emanuele II, 1, angolo via Biagio di Montluc a Siena.

## Storia e descrizione
Fu costruito dall'architetto Fulvio Rocchigiani per la famiglia Maccari, come abitazione con alcuni ambienti per negozi. Oggi ospita anche alcuni uffici.
L'edificio presenta un corpo a "L", con pareti in muratura tradizionale. Le pregevoli decorazioni esterne (affreschi, cornici, il cornicione, fascia marcapiano, fregio, le lesene, stucchi in ferro, intonachi e stucchi) ne fanno un interessante esempio dell'architettura del primo Novecento della città.